# 大伴宿奈麻呂
大伴 宿奈麻呂（おおとも の すくなまろ）は、奈良時代前期の貴族・歌人。大納言・大伴安麻呂の三男。官位は従四位下・右大弁。

## 経歴
元明朝の和銅元年（708年）従六位上から三階昇進して従五位下に叙せられる。その後、和銅5年（712年）従五位上、霊亀3年（717年）正五位下、養老4年（720年）正五位上と元明朝から元正朝にかけて順調に昇進する。またこの間、和銅8年（715年）左衛士督、養老3年（719年）7月には備前守在任中であったが、安芸国・周防国の按察使に任ぜられている。
神亀元年（724年）聖武天皇の即位後間もなく従四位下に叙せられた。没年は不詳だが、おそらく神亀4年（727年）頃までに亡くなったと想定される。
神亀元年（724年）より以前、宮仕えする恋人に対する歌があり、『万葉集』にはこの2首が採録されている。また『万葉集』（4-759）によれば田村里（現在の奈良県奈良市尼辻町）に住んでいたことが知られ、時に右大弁だった。

## 官歴
『続日本紀』による。
- 時期不詳：従六位上
- 和銅元年（708年） 正月11日：従五位下（越階）
- 和銅5年（712年） 正月19日：従五位上
- 和銅8年（715年） 5月22日：左衛士督
- 霊亀3年（717年） 正月4日：正五位下
- 養老3年（719年） 7月13日：安芸国周防国按察使、見備前国守
- 養老4年（720年） 正月11日：正五位上
- 神亀元年（724年） 2月22日：従四位下
- 時期不詳：右大弁[2]

## 系譜
- 父：大伴安麻呂
- 母：不詳
- 妻：大伴坂上郎女
  - 女子：大伴坂上大嬢 - 大伴家持正室
  - 女子：大伴坂上二嬢 - 大伴駿河麻呂婚約者?
- 生母不明の子女
  - 男子：大伴古麻呂[3]?
  - 女子：大伴田村大嬢